# Radio Plus (radio belge)
Pour les articles homonymes, voir Radio Plus.
Radio Plus est une station de radio située à Liège, en Belgique. Elle est fondée en 2008 quand Radio Préférence change de nom, et s'adresse aux séniors. Une fusion avec Radio Test Engis a lieu en 2010. Radio Plus possède deux fréquences dans la Province de Liège, qui lui permettent de diffuser de la musique des années 60 à nos jours.

## Historique
Mi-mars 2008, Radio Préférence devient à Radio Plus (89.7), une nouvelle station à Liège. Selon l’administrateur de la radio, Thierry Habrant, « il manquait une radio s’adressant aux seniors sur Liège ».
En juin 2008, la radio obtient une autorisation d'émettre pendant neuf ans sur le 106.1. La nuit 12 au 13 août 2008, Radio Plus change sa fréquence et passe du 89.7[pas clair] au 106.1.
En mai 2010, Radio Plus rencontre Radio Test Engis qui, à l'époque, n'a plus aucun site d'émission et connaît des déboires financiers. Les deux radios introduisent une demande de fusion au Conseil Supérieur de l'Audiovisuel (CSA) qui acceptera la demande fin 2010.
En mars 2011, Radio Plus obtient sa deuxième fréquence, le 107.2 FM. Cette fréquence, anciennement celle de Radio Test, servira à couvrir la région Ouest de la Province de Liège. (Engis, Amay, Huy, Wanze, Modave,...). En 2019 à la suite du nouveau plan de fréquence les relais pour les radios indépendantes disparaissent
En 2019 radio plus reçoit une nouvelle autorisation d'émettre valable 9 ans en fm ainsi qu'une autorisation pour le dab+

## Programmation
Radio Plus propose une programmation musicale composée de titres oldies et de souvenirs des années 1960 à nos jours.

## Fréquences
- Liège : 106,1 MHz
- Huy : 107,2 MHz (fermée depuis mai 2019)